# Miloš Szabo
Miloš Szabo (* 19. února 1964 Bojnice) je římskokatolický duchovní, původem ze Slovenska. Od roku 1995 žije v Praze, kde působil jako okrskový vikář IV. pražského vikariátu a farář u kostela sv. Prokopa na Žižkově, od července 2015 také jako administrátor excurrendo ve farnosti při kostele Povýšení sv. Kříže v Praze-Vinoři. Od října roku 2015 přednáší kanonické právo a jeho dějiny na Katolické teologické fakultě UK v Praze a zároveň působí jako farář kostela sv. Gotharda v Praze 6 – Bubenči. Je soudcem Metropolitního církevního soudu v Praze, autorem mnoha knih a odborných článků. Dlouhá léta byl rovněž projektovým manažerem akce Noc kostelů, a členem týmu Posttraumatické intervenční péče Policie ČR v Praze.

## Život a činnost

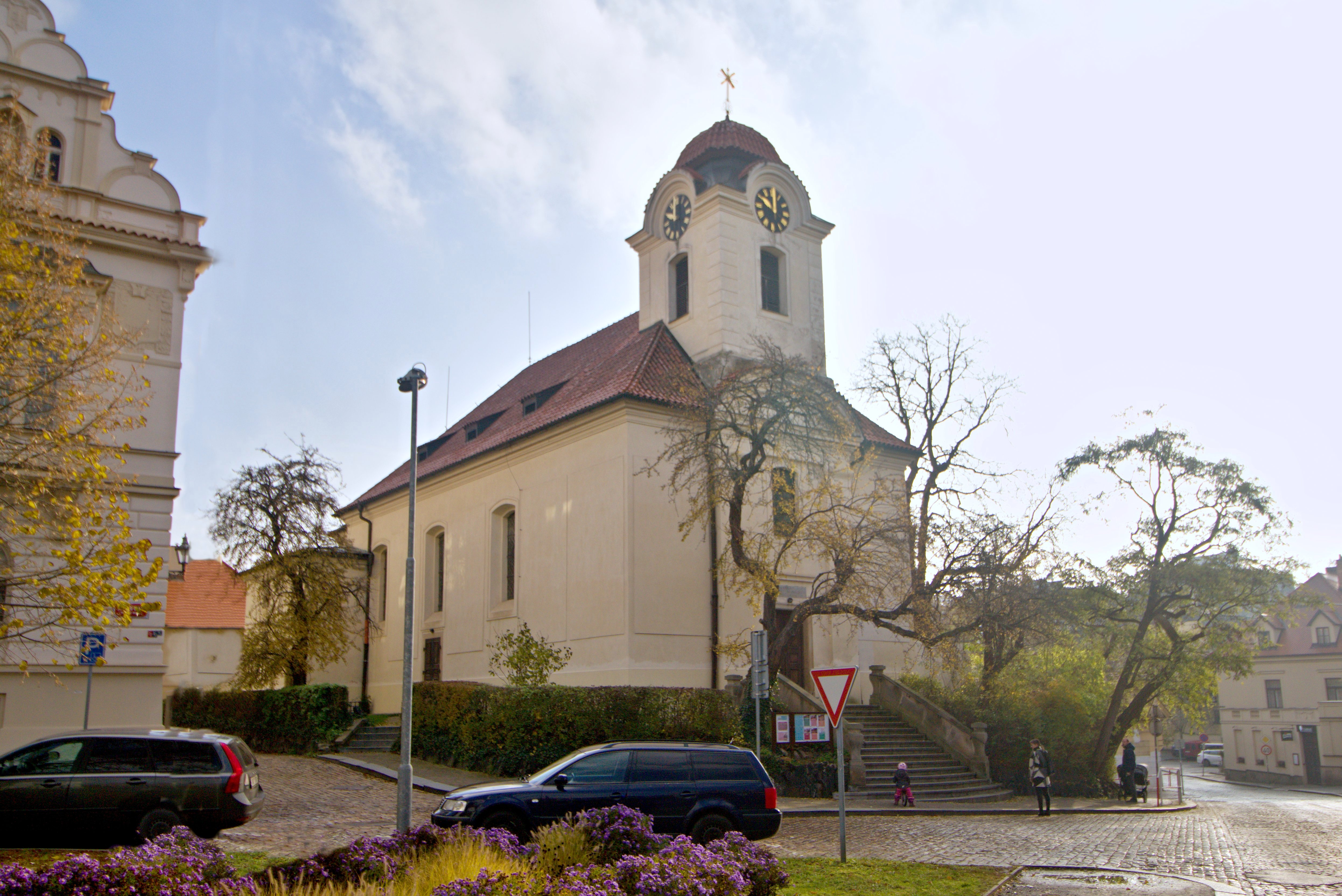
Farní kostel sv. Gotharda v Praze-Bubenči

Narodil se ve slovenských Bojnicích. Vystudoval Teologickou fakultu Komenského univerzity v Bratislavě, na kněze byl vysvěcen roku 1988. Než mohl začít studovat bohoslovectví, živil se jako dělník v čistírně odpadních vod v Dusle Šaľa. Během svých studií se tajně stal členem Misijní společnosti sv. Vincence, kde působil do roku 1995, kdy odešel pracovat do Čech.

Do té doby vystřídal na Slovensku několik farností (Levice, Vráble, Bratislava-Prievoz, Výčapy-Opatovce) a založil církevní školu sv. Vincence v Levicích a sv. Vojtěcha ve Vráblích. Stál u zrodu církevního školství v celé tehdejší trnavské arcidiecézi, když byl v letech 1991–1995 prvním ředitelem diecézního školního úřadu a církevním školním inspektorem.

Oproti původnímu plánu pracovat jako misionář v africkém Kamerunu nakonec zakotvil v pražské arcidiecézi: první roky ve spojených farnostech Štěchovice – Slapy – sv. Kilián (1995–1999). K velkolepým oslavám milénia kláštera na Ostrově u Davle angažoval mj. profesora Tomáše Halíka i herce Mariána Labudu. Tam si jeho organizátorských schopností všiml pražský arcibiskup kardinál Miloslav Vlk a jmenoval jej administrátorem farnosti Roudnice nad Labem. V té době studoval kanonické právo na Katolické univerzitě v polském Lublinu, kde roku 2000 získal licenciát s titulem ICLic. Následujícího roku byl jmenován nejdříve administrátorem, posléze farářem farností u sv. Prokopa, u sv. Anny a u sv. Rocha (po sloučení již jen farnost sv. Prokopa) na pražském Žižkově.
V roce 2014 ukončil postgraduální studium na Katolické teologické fakultě Univerzity Karlovy a získal velký doktorát teologie (Th.D.). Od října roku 2015 je farářem u kostela sv. Gotharda v Praze-Bubenči a vyučuje kanonické právo na Katolické teologické fakultě Univerzity Karlovy. Stal se tváří a projektovým manažerem akce Noc kostelů v pražské arcidiecézi (do roku 2014) a jedním z prvních duchovních, působících u Policie ČR (člen týmu Posttraumatické intervenční péče do roku 2016).
Kromě své profese se věnuje i soupisu hrobů významných osobností na pražských hřbitovech, které publikoval již v pěti svazcích.

## Dílo
- Zpověď? Ne!, Aurora Praha, 2006
- Žít podle Bible, poprvé s Matoušem, Paulínky Praha, 2008, ISBN 978-80-86949-52-9, též e-kniha
- Olšanské hřbitovy I. a II., Libri Praha, 2009; ISBN 978-80-7277-442-5, reedice 2013
- Olšanské hřbitovy III., Libri Praha, 2011, ISBN 978-80-7277-487-6
- Olšanské hřbitovy IV., Libri Praha, 2012, ISBN 978-80-7277-501-9
- Žít podle Bible, podruhé s Janem, Paulínky Praha, 2013, ISBN 978-80-7450-107-4
- Manželství, to je také slib, Cesta Brno, 2014, ISBN 978-80-7295-179-6
- Olšanské hřbitovy V/1, Libri Praha, 2014, ISBN 978-80-7277-524-8
- Zpověď? Ne!, doplněné vydání, Cesta Brno, 2015, ISBN 978-80-7295-193-2
- Deset slov, (spoluautor Marek Chvátal), Portál Praha, 2015, ISBN 978-80-262-0929-4
- Východní křesťanské církve, (stručný přehled sjednocených i nesjednocených církví křesťanského východu), Karolinum Praha, 2017, ISBN 978-80-246-3362-6, též e-kniha
- Teorie práva, spoluautor Antonín Ignác Hrdina, Karolinum Praha 2018
- Dějiny kanonického práva
- Žít podle Bible, potřetí s Lukášem

### V přípravě
- Olšanské hřbitovy V/2, Libri Praha

### Odborné monografie
- Vznik řeckokatolického exarchátu v ČR a jeho právní struktura
- Dopady různosti obřadů na manželské kauzy u církevního soudu